# 노성 궐리사
노성 궐리사(魯城 闕里祠)는 대한민국 충청남도 논산시 노성면 교촌리에 있는, 공자의 영정을 봉안한 영당이다. 1978년 12월 30일 충청남도의 기념물 제20호로 지정되었다.

## 개요
공자의 영정을 봉안한 영당이다.
궐리사라는 이름은 공자가 태어나고 자란 마을인 궐리촌에서 유래한 것이다. 숙종 13년(1687) 우암 송시열이 궐리사를 세우려고 했으나 2년 뒤 세상을 떠나 뜻을 이루지 못하였다. 그 뒤 숙종 42년(1716) 권상하·김만준·이건명 등의 제자가 현 위치에서 서쪽방향으로 있는 노성산 아래에 궐리사를 세우고 다음해에 공자의 영정을 봉안하였다. 정조 15년(1791)에는 송조 5현을 봉안하였고 순조 5년(1805)에 관찰사 박윤수가 지금 있는 자리로 옮겼다.
지금 있는 영당은 앞면 3칸·옆면 3칸 규모이고, 지붕은 옆면에서 볼 때 사람 인(人)자 모양을 한 맞배지붕으로 꾸몄다.
이곳 외에 강릉, 제천, 오산에도 궐리사가 있었으나 지금은 이곳과 오산에만 남아 있다.

## 같이 보기
- 오산 궐리사 (경기도 기념물 제147호)

## 참고 자료
- 노성궐리사 - 국가유산청 국가유산포털